# ISO 3166-2:AT
ISO 3166-2:AT là chuẩn ISO định nghĩa mã địa lý. Nó là tập con của ISO 3166-2 áp dụng cho các bang của Áo.

## Danh sách mã
| AT-1 | Burgenland                       |
| AT-2 | Kärnten (Carinthia)              |
| AT-3 | Niederösterreich (Lower Austria) |
| AT-4 | Oberösterreich (Upper Austria)   |
| AT-5 | Salzburg                         |
| AT-6 | Steiermark (Styria)              |
| AT-7 | Tirol (Tyrol)                    |
| AT-8 | Vorarlberg                       |
| AT-9 | Viên                             |